# Black Is White
Pour plus de détails, voir Fiche technique et Distribution.
Black Is White est un film américain réalisé par Charles Giblyn et sorti en 1920.

## Fiche technique
- Réalisation : Charles Giblyn
- Scénario : E. Magnus Ingleton d'après un roman de George Barr McCutcheon
- Production : Thomas H. Ince
- Photographie : John Stumar
- Durée : 62 minutes
- Date de sortie: 7 mars 1920

## Distribution
- Dorothy Dalton : Margaret Brood / Yvonne Strakosch
- Holmes Herbert : Jim Brood
- Jack Crosby : Frederick Bond
- Clifford Bruce : Baron Demetrious Strakosch
- Claire Mersereau : Lyda Desmond
- Lillian Lawrence : Mrs. Desmond
- Joseph Granby : Ranjab
- Patrick Barrett : Daws
- Tom Cameron : Riggs